# Johanna Francisca van Chantal
Johanna Francisca van Chantal (Jeanne-Françoise Frémiot, baronne de Chantal), (Dijon, 28 januari 1572 – Moulins, 13 december 1641) is een Franse heilige.
Johanna Francisca van Chantal was moeder van zes kinderen, van wie er drie vlak na de geboorte overleden. Op 28-jarige leeftijd werd ze weduwe. Na een ontmoeting met Franciscus van Sales, toen deze preekte in de Sainte-Chapelle in Dijon, werd ze geïnspireerd om een katholieke kloosterorde op te richten: de Orde van Maria Visitatie (visitandinnen).

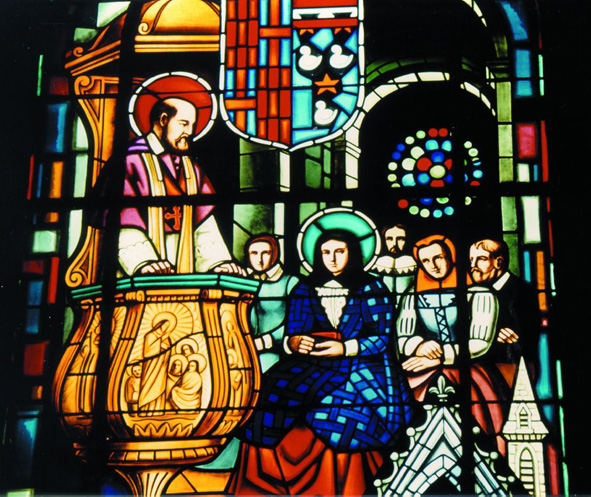
Franciscus van Sales ontmoet Johanna Francisca van Chantal, detail van een raam in de kathedraal van Annecy

Ze stierf in het Visitatieklooster in Moulins, een van de kloosters die ze had opgericht. Ze werd begraven in Annecy.
Op 21 november 1751 werd ze door paus Benedictus XIV zalig verklaard en op 16 juli 1767 door paus Clemens XIII heilig verklaard. Haar feestdag is sinds 2001 12 augustus. Daarvoor was het 12 december, maar deze dag is ook de feestdag van Onze-Lieve-Vrouw van Guadalupe.
Johanna Francisca van Chantal was de grootmoeder van de Franse schrijfster Madame de Sévigné.